# ジョン・スペンサー＝チャーチル (第7代マールバラ公)
第7代マールバラ公爵ジョン・ウィンストン・スペンサー＝チャーチル（英: John Winston Spencer-Churchill, 7th Duke of Marlborough, KG, PC, 1822年6月2日 - 1883年7月4日）は、イギリスの政治家、貴族。
ヴィクトリア朝期の1857年から1883年にかけてマールバラ公爵家の当主だった。家が傾いている時期の当主であり、家計のやり繰りに苦労した。保守党の政治家でもあり、ベンジャミン・ディズレーリの内閣で枢密院議長やアイルランド総督を務めた。
1840年まではサンダーランド伯爵（Earl of Sunderland）、1840年から1857年にはブランドフォード侯爵（Marquess of Blandford）の儀礼称号を使用した。
後の英国首相ウィンストン・チャーチルの祖父にあたる。

## 生涯

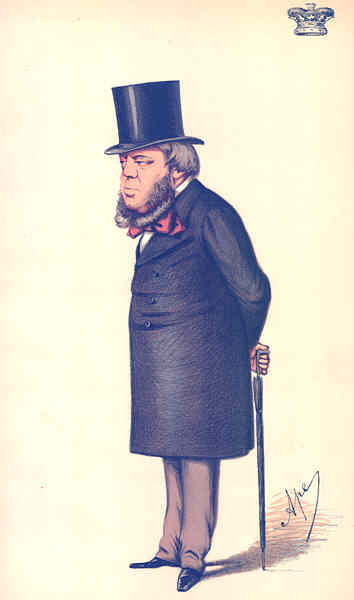
1871年7月8日の『バニティ・フェア』誌に描かれたマールバラ公の似顔絵。

イングランド・ノーフォークのガーボールディシャム・ホール（Garboldisham Hall）に生まれる。父はブランドフォード侯爵ジョージ・スペンサー＝チャーチル（後の第6代マールバラ公爵）。母はギャロウェイ伯爵の娘ジェーン。
出生時よりマールバラ公爵家の嫡孫としてサンダーランド伯爵の儀礼称号を持っていた。イートン校を経てオックスフォード大学オリオル・カレッジを卒業した。1840年に祖父である第5代マールバラ公爵ジョージが死去、父がマールバラ公爵位を継いだことでマールバラ公爵家の跡取りの儀礼称号ブランドフォード侯爵を継承した。
1844年にウッドストック選挙区から当選を果たし、保守党の庶民院議員となった。この選挙区はマールバラ公爵家の領地であり、マールバラ公爵が候補者指名権を持っていた。
1857年に父の死によりマールバラ公爵位と家督を相続し、貴族院議員に列する。彼が当主の時代はヴィクトリア朝にあたるが、この時代、商工業の発展で地主はますます没落しており、マールバラ公爵家も家計が苦しくなる一方だった。この頃、ベンジャミン・ディズレーリはヴィクトリア女王に「（マールバラ公爵家は）公爵にしては金持ちではありませんね」と語ったという。
だがマールバラ公爵は、放蕩家だった父を反面教師として育ったことで几帳面でしまり屋な性格だった。曾祖父の第4代マールバラ公爵が収集した宝石類、先祖伝来の文庫などを次々と売却することで家計の改善に尽力した。また多くの領地をロスチャイルド家に売却している。それでも3万5000ポンドの年収がある2万5000エーカーの土地は残った。
政界では第三次ダービー伯爵内閣と第一次ディズレーリ内閣において枢密院議長を務め、第二次ディズレーリ内閣ではアイルランド総督を務めている。
マールバラ公爵はそれ以前からアイルランド総督職就任を要請されていたが、そのたびに断っていた。この時に引き受けたのは、三男であるランドルフ卿が皇太子アルバート・エドワード（愛称バーティ）と喧嘩したことで、ランドルフ卿と彼の貴族社会での立場が危うくなったからである。ランドルフ卿の未来を心配した首相ディズレーリが、ほとぼりが冷めるまでランドルフ卿を秘書にしてアイルランドへ行っていた方がいいと勧めたのである。
1877年1月にランドルフ卿とともにアイルランド・ダブリンに入り、アイルランド総督の執務をとった。以降ディズレーリ政権が下野する1880年まで同職を務めあげた。
1883年にロンドンで死去した。マールバラ公爵位と家督は長男であるジョージが継承した。

## 栄典

### 爵位
1857年7月1日の父ジョージ・スペンサー＝チャーチルの死により以下の爵位を継承した
- 第7代マールバラ公爵 (7th Duke of Marlborough)
(1702年12月14日の勅許状によるイングランド貴族爵位)
- 第7代ブランドフォード侯爵 (7th Marquess of Blandford)
(1702年12月14日の勅許状によるイングランド貴族爵位)
- 第9代サンダーランド伯爵 (9th Earl of Sunderland)
(1643年6月8日の勅許状によるイングランド貴族爵位)
- 第7代マールバラ伯爵 (7th Earl of Marlborough)
(1689年4月9日の勅許状によるイングランド貴族爵位)
- ウォリック州におけるウォームレイトンの第11代スペンサー男爵 (11th Baron Spencer, of Wormleighton in the County of Warwick)
(1603年7月21日の勅許状によるイングランド貴族爵位)
- ハートフォード州におけるサンドリッジの第7代チャーチル男爵 (7th Baron Churchill, of Sandridge in the County of Hertford)
(1685年5月14日の勅許状によるイングランド貴族爵位)

### 勲章
- 1868年、ガーター勲章(騎士団)ナイト（KG）[2]

### その他
- 1853年、民事法学博士号（オックスフォード大学名誉学位）[2]
- 1866年、枢密顧問官（PC）[2]

## 家族
1843年にロンドンデリー侯爵の娘であるフランセス・アンと結婚し、以下の11子を儲けた。
- 第1子（長男）：第8代マールバラ公ジョージ・チャールズ（1844年-1892年）
- 第2子（次男）：フレデリク・ジョン卿（1846年-1850年）
- 第3子（長女）：コーネリア・ヘンリエッタ・マリア嬢（1847年-1927年）、1868年にウィンボーン男爵（英語版）と結婚。
- 第4子（次女）：ロザムンド・ジェーン・フランセス嬢（？-1920年）、1877年にラムゼイ男爵（英語版）と結婚。
- 第5子（三男）：ランドルフ・ヘンリー卿（1849年-1895年）、政治家。ソールズベリー侯爵内閣蔵相。1874年にジャネット・ジェロームと結婚、ウィンストンを儲ける。
- 第6子（三女）：ファニー・オクタヴィア・ルイーズ嬢（1853年-1904年）、1873年にトウィードマス男爵（英語版）と結婚。
- 第7子（四女）：アン・エミリー嬢（英語版）（1854年-1923年）、1874年にロックスバラ公爵（英語版）と結婚。
- 第8子（四男）：チャールズ・アシュリー卿（1856年-1858年）
- 第9子（五男）：オーガスタス・ロバート卿（1858年-1859年）
- 第10子（五女）：ジョージアナ・エリザベス嬢（1860年-1906年）、1883年にハウ伯爵（英語版）と結婚。
- 第11子（六女）：セーラ・イザベラ・オーガスタ嬢（英語版）（1865年-1929年）、ボーア戦争で従軍記者を務める。1881年にゴードン・ウィルソン中佐と結婚。